# Équipe d'Australie de rugby à XV à la Coupe du monde 2011

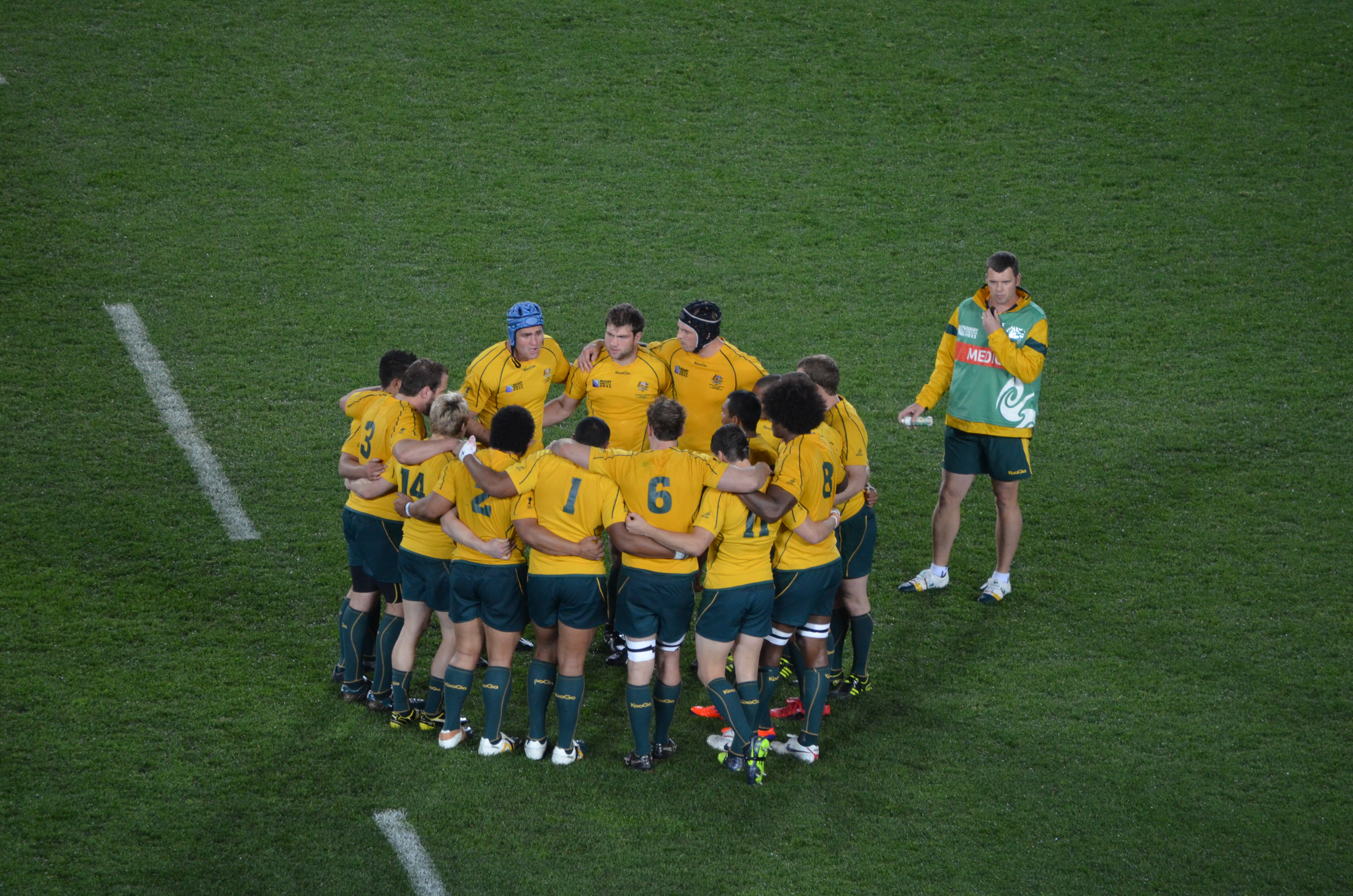
RWC 2011 - Australia Vs Ireland

L'équipe d'Australie de rugby à XV à la Coupe du monde 2011 est la deuxième à être éliminée au stade des demi-finales de cette compétition, l'Australie a remporté par deux fois la coupe du monde, a été finaliste une fois, a été éliminée en quart-de-finale deux fois.

## Contexte

### Joueurs sélectionnés
Robbie Deans a annoncé sa liste des trente joueurs pour la Coupe du monde de rugby à XV 2011 le 18 août 2011. Drew Mitchell, blessé à une cuisse face à la Russie est remplacé par Lachlan Turner alors que Matt Hodgson est appelé à remplacer Wycliff Palu qui souffre du dos à la suite du match face aux États-Unis.
| Entraîneur | Entraîneur             | Robbie Deans                                                    |
| Avants     | Pilier                 | Ben Alexander, Sekope Kepu, Salesi Ma'afu, James Slipper        |
| Avants     | Talonneur              | Saia Fainga'a, Stephen Moore, Tatafu Polota-Nau                 |
| Avants     | Deuxième ligne         | James Horwill (cap.), Nathan Sharpe, Rob Simmons, Dan Vickerman |
| Avants     | Troisième ligne aile   | Rocky Elsom, Scott Higginbotham, David Pocock, Radike Samo      |
| Avants     | Troisième ligne centre | Ben McCalman, Wycliff Palu, Matt Hodgson                        |
| Arrières   | Demi de mêlée          | Luke Burgess, Will Genia, Nick Phipps                           |
| Arrières   | Demi d'ouverture       | Berrick Barnes, Quade Cooper                                    |
| Arrières   | Centre                 | Adam Ashley-Cooper, Anthony Fainga'a, Rob Horne, Pat McCabe     |
| Arrières   | Ailier                 | Digby Ioane, Drew Mitchell, James O'Connor, Lachlan Turner      |
| Arrières   | Arrière                | Kurtley Beale                                                   |

## Parcours

### Phase de poule
L'Australie affronte successivement l'Italie, l'Irlande, les États-Unis et la Russie.

#### Australie - Italie
(mt : 6 - 6)
Homme du match : James Horwill 
Points marqués :
- Australie : 4 essais de Alexander (50e), Ashley-Cooper (55e), O'Connor (58e), Ioane (65e), 3 transformations de O'Connor 3 (55e, 58e, 65e) et 2 pénalités de Cooper 2 (18e, 31e)
- Italie : 2 pénalités de Bergamasco 2 (38e, 40e)

Évolution du score : 3-0, 6-0, 6-3, 6-6, 11-6, 18-6, 25-6, 32-6
Arbitre : Alain Rolland 
Résumé
| Australie · Titulaires · Kurtley Beale 15 · 55e Adam Ashley-Cooper 14 · 47e Anthony Fainga'a 13 · Pat McCabe 12 · 65e Digby Ioane 11 · Quade Cooper 10 · 61e Will Genia 9 · Radike Samo 8 · 60e David Pocock 7 · 69e Rocky Elsom 6 · (cap.) James Horwill 5 · 69e Dan Vickerman 4 · 50e 65e Ben Alexander 3 · 61e 72e 77e Stephen Moore 2 · Sekope Kepu 1 · Remplaçants · 61e 72e 77e Tatafu Polota-Nau 16 · 65e James Slipper 17 · 69e Rob Simmons 18 · 60e Ben McCalman 19 · 69e Scott Higginbotham 20 · 61e Luke Burgess 21 · 47e 58e James O'Connor 22 · Entraîneur · Robbie Deans |  | Italie · Titulaires · 15 Andrea Masi · 14 Tommaso Benvenuti · 13 Gonzalo Canale · 12 Gonzalo García 60e · 11 Mirco Bergamasco · 10 Luciano Orquera 73e · 9 Fabio Semenzato 70e · 8 Sergio Parisse (cap.) · 7 Robert Barbieri 50e · 6 Alessandro Zanni · 5 Cornelius van Zyl · 4 Carlo Del Fava 59e · 3 Martin Castrogiovanni 74e · 2 Leonardo Ghiraldini · 1 Andrea Lo Cicero 68e 74e · Remplaçants · 16 Tommaso D'Apice · 17 Lorenzo Cittadini 68e · 18 Marco Bortolami 59e · 19 Paul Derbyshire 50e · 20 Edoardo Gori 70e · 21 Riccardo Bocchino 73e · 22 Luke McLean 60e · Entraîneur · Nick Mallett |

#### Australie - Irlande
(mt : 6 - 6)
Homme du match : Cian Healy 
Points marqués :
- Australie : 2 pénalités de O'Connor (10e, 23e)
- Irlande : 4 pénalités de Sexton (15e, 48e), O'Gara (62e, 70e) et 1 drop de Sexton (18e)

Évolution du score : 3-0, 3-3, 3-6, 6-6, 6-9, 6-12, 6-15
Arbitre : Bryce Lawrence 
Résumé
| Australie · Titulaires · Kurtley Beale 15 · James O'Connor 14 · 74e Anthony Fainga'a 13 · Pat McCabe 12 · Adam Ashley-Cooper 11 · Quade Cooper 10 · Will Genia 9 · 74e Radike Samo 8 · David Pocock 7 · 72e Rocky Elsom 6 · (cap.) James Horwill 5 · 63e Dan Vickerman 4 · 62e Ben Alexander 3 · Stephen Moore 2 · Sekope Kepu 1 · Remplaçants · Saia Fainga'a 16 · 62e James Slipper 17 · 63e Rob Simmons 18 · 72e Wycliff Palu 19 · 74e Scott Higginbotham 20 · Luke Burgess 21 · 74e Drew Mitchell 22 · Entraîneur · Robbie Deans |  | Irlande · Titulaires · 15 Rob Kearney 74e · 14 Tommy Bowe · 13 Brian O'Driscoll (cap.) 59e 61e · 12 Gordon D'Arcy 49e · 11 Keith Earls · 10 Jonathan Sexton · 9 Eoin Reddan 57e · 8 Jamie Heaslip · 7 Sean O'Brien · 6 Stephen Ferris · 5 Paul O'Connell · 4 Donncha O'Callaghan · 3 Mike Ross 76e · 2 Rory Best · 1 Cian Healy · Remplaçants · 16 Sean Cronin · 17 Tom Court 76e · 18 Donnacha Ryan · 19 Denis Leamy · 20 Conor Murray 57e · 21 Ronan O'Gara 49e · 22 Andrew Trimble 59e 61e 74e · Entraîneur · Declan Kidney |

#### Australie - États-Unis
(mt : 22 - 5 )
Homme du match : Adam Ashley-Cooper 
Points marqués :
- Australie : 11 essais de Horne (8e), Elsom (10e), Beale (31e), Fainga'a (34e, 71e), Mitchell (45e), Pat McCabe (48e), Adam Ashley-Cooper (59e, 64e, 66e), Samo (78e), 6 transformations de Cooper (32e, 46e), Berrick Barnes (60e, 65e, 67e, 79e)

- États-Unis : 1 essai de Gagiano (23e)

Évolution du score : 5-0, 10-0, 10-5, 17-5, 22-5, 29-5, 34-5, 41-5, 48-5, 55-5, 60-5, 67-5
Arbitre : Nigel Owens 
Résumé
| Australie · Titulaires · 31e 40e Kurtley Beale 15 · 59e 64e 67e Adam Ashley-Cooper 14 · 35e 71e Anthony Fainga'a 13 · 8e 48e Rob Horne 12 · 45e Drew Mitchell 11 · Quade Cooper 10 · 49e (cap.) Will Genia 9 · 54e Wycliff Palu 8 · Ben McCalman 7 · 11e 47e Rocky Elsom 6 · Nathan Sharpe 5 · Rob Simmons 4 · 50e Ben Alexander 3 · Tatafu Polota-Nau 2 · James Slipper 1 · Remplaçants · 66e Stephen Moore 16 · 50e Sekope Kepu 17 · 54e Dan Vickerman 18 · 47e 75e Radike Samo 19 · 49e Luke Burgess 20 · 40e Berrick Barnes 21 · 48e 48e 66e Pat McCabe 22 · Entraîneur · Robbie Deans |  | États-Unis · Titulaires · 15 Blaine Scully 75e à 80e · 14 Colin Hawley · 13 Tai Enosa 73e · 12 Junior Sifa · 11 Kevin Swiryn · 10 Valenese Malifa · 9 Tim Usasz (cap.) 69e · 8 JJ Gagiano 23e · 7 Pat Danahy 75e · 6 Inaki Basauri · 5 Hayden Smith 61e · 4 Scott LaValla · 3 Eric Fry · 2 Phil Thiel 72e · 1 Shawn Pittman · Remplaçants · 16 Brian McClenahan 72e · 17 Mate Moeakiola · 18 Louis Stanfill 61e · 19 Nic Johnson 75e · 20 Mike Petri 69e · 21 Andrew Suniula · 22 Chris Wyles 73e · Entraîneur · Eddie O'Sullivan |

#### Australie - Russie
(mt : 47 - 5 )
Homme du match : Viktor Gresev 
Points marqués :
- Australie : 10 essais de Barnes (6e,78e), Mitchell (8e,50e), McCalman (10e), Pocock (13e,22e), Moore (38e), Ashley-Cooper (39e) et Ma'afu (43e) et 9 transformations de O'Connor (8e,10e,13e,22e,38e,39e,43e,50e,78e)
- Russie : 3 essais de Ostroushko (33e), Simplekevitch (61e), Rashkov (70e), 2 transformations de Rachkov (61e,70e) et 1 drop de Rachkov (48e)

Évolution du score : 5-0, 12-0, 19-0, 26-0, 33-0, 33-5, 40-5, 47-5, 54-5, 54-8, 61-8, 61-15, 61-22, 68-22
Arbitre : Bryce Lawrence 
Résumé
| Australie · Titulaires · James O'Connor 15 · Radike Samo 14 · 39e Adam Ashley-Cooper 13 · 6e 78e Berrick Barnes 12 · 8e 50e 54e Drew Mitchell 11 · Quade Cooper 10 · Luke Burgess 9 · 10e Ben McCalman 8 · 13e 22e 41e David Pocock 7 · Scott Higginbotham 6 · Nathan Sharpe 5 · 41e (cap.) James Horwill 4 · 31e Sekope Kepu 3 · 38e 41e Stephen Moore 2 · James Slipper 1 · Remplaçants · Tatafu Polota-Nau 16 · 41e Saia Fainga'a 17 · 31e 43e Salesi Ma'afu 18 · 41e Rob Simmons 19 · 41e Rocky Elsom 20 · Will Genia 21 · 54e Nick Phipps 22 · Entraîneur · Robbie Deans |  | Russie · Titulaires · 15 Vasily Artemiev · 14 Denis Simplikevich 61e · 13 Andrei Kuzin 60e · 12 Alexei Makovetski · 11 Vladimir Ostroushko 33e · 10 Yuri Kushnarev 41e · 9 Alexander Yanyushkin 61e · 8 Viktor Gresev · 7 Viacheslav Grachev 51e · 6 Artem Fatakhov 73e · 5 Adam Byrnes · 4 Alexander Voytov · 3 Ivan Prishchepenko 60e · 2 Vladislav Korshunov (cap.) · 1 Sergueï Popov 66e · Remplaçants · 16 Evgeni Matveev 73e · 17 Vladimir Botvinnikov 66e · 18 Alexei Travkin 60e · 19 Andrei Garbuzov 51e · 20 Alexander Shakirov 61e · 21 Konstantin Rachkov 41e 70e · 22 Mikhail Babaev 60e · Entraîneur · Nikolay Nerush |

### Classement de la poule
| Rang | Pays       | J | V | N | D | Em | Ee | Bo | Bd | Pm  | Pe  | Diff | Pts |
| ---- | ---------- | - | - | - | - | -- | -- | -- | -- | --- | --- | ---- | --- |
| 1    | Irlande    | 4 | 4 | 0 | 0 | 15 | 3  | 1  | 0  | 135 | 34  | +101 | 17  |
| 2    | Australie  | 4 | 3 | 0 | 1 | 25 | 4  | 3  | 0  | 173 | 48  | +125 | 15  |
| 3    | Italie     | 4 | 2 | 0 | 2 | 13 | 11 | 2  | 0  | 92  | 95  | -3   | 10  |
| 4    | États-Unis | 4 | 1 | 0 | 3 | 4  | 18 | 0  | 0  | 38  | 122 | -84  | 4   |
| 5    | Russie     | 4 | 0 | 0 | 4 | 8  | 29 | 0  | 1  | 57  | 196 | -139 | 1   |

|  | Qualifiés pour les quarts de finale (no 1, no 2). |
|  | V : victoires • N : matchs nuls • D : défaites • EM : essais marqués • EE : essais encaissés • BO : bonus offensif • BD : bonus défensif • PM : points marqués • PE : points encaissés • Diff : différence de points. |

Attribution des points : Attribution des points : victoire : 4, match nul : 2, défaite : 0, forfait : -2 ; plus les bonus (offensif : 4 essais marqués ou plus ; défensif : défaite par 7 points d'écart ou moins).
Règles de classement : 1. résultat du match de poule entre les deux équipes ; 2. différence de points ; 3. différence d'essais ; 4. nombre de points marqués ; 5. nombre d'essais marqués ; 6. rang au classement IRB en date du 3 octobre 2011.

### Quart de finale
L'Australie affronte l'Afrique du Sud en quart de finale. 
(mt : 3 - 8)
Homme du match : David Pocock 
Points marqués :
- Afrique du Sud : 2 pénalités de Steyn (39e, 55e) et 1 drop de Steyn (60e)
- Australie : 1 essai de Horwill (11e) et 2 pénalités de O'Connor (17e, 72e)

Évolution du score : 0-5, 0-8, 3-8, 6-8, 9-8, 9-11 
Arbitre : Bryce Lawrence 
Résumé : Les Springboks sont champions du monde en titre et premiers de poule. Ils dominent le match en termes de possession de balle et d'occupation du terrain sans parvenir à concrétiser au score. La sanction tombe avec un essai du capitaine James Horwill et une pénalité de James O'Connor qui permettent aux Australiens de s'imposer 11-9.  
| Afrique du Sud · Titulaires · Patrick Lambie 15 · JP Pietersen 14 · Jaque Fourie 13 · Jean de Villiers 12 · 49e Bryan Habana 11 · Morné Steyn 10 · Fourie du Preez 9 · 63e Pierre Spies 8 · 15' à 21' Schalk Burger 7 · 21e Heinrich Brüssow 6 · Victor Matfield 5 · Danie Rossouw 4 · Jannie du Plessis 3 · 49e (cap.) John Smit 2 · Gurthrö Steenkamp 1 · Remplaçants · 49e Bismarck du Plessis 16 · CJ van der Linde 17 · 15e 21e 63e Willem Alberts 18 · 21e Francois Louw 19 · 49e Francois Hougaard 20 · Butch James 21 · Gio Aplon 22 · Entraîneur · Peter de Villiers |  | Australie · Titulaires · 15 Kurtley Beale 74e · 14 James O'Connor · 13 Adam Ashley-Cooper · 12 Pat McCabe · 11 Digby Ioane · 10 Quade Cooper · 9 Will Genia · 8 Radike Samo 73e · 7 David Pocock · 6 Rocky Elsom · 5 James Horwill (cap.) 11e · 4 Dan Vickerman 53e · 3 Ben Alexander · 2 Stephen Moore 63e · 1 Sekope Kepu 69e · Remplaçants · 16 Tatafu Polota-Nau 63e · 17 James Slipper 69e · 18 Nathan Sharpe 53e · 19 Ben McCalman 73e · 20 Luke Burgess · 21 Berrick Barnes · 22 Anthony Fainga'a 74e · Entraîneur · Robbie Deans |

### Demi-finale
L'Australie affronte la Nouvelle-Zélande en demi-finale. 
(mt :14 - 6 )
Homme du match : Cory Jane 
Points marqués :
- Nouvelle-Zélande : 1 essai de Nonu (6e), 4 pénalités de Weepu (13e, 38e, 43e, 73e) et 1 drop de Cruden (22e)
- Australie : 1 pénalité de O'Connor (16e) et 1 drop de Cooper (32e)

Évolution du score : 5-0, 8-0, 8-3, 11-3, 11-6, 14-6, 17-6, 20-6
Arbitre : Craig Joubert 
Résumé : La Nouvelle-Zélande joue à domicile, elle a remporté tous ses matchs de la compétition, elle présente la meilleure attaque. L'Australie a remporté le Tri-nations 2011, les deux demi-finales contre les All Blacks en 1991 et 2003. La Nouvelle-Zélande inscrit rapidement un essai par Ma'a Nonu et six points au pied par Piri Weepu pour avoir un avantage au score de 14-6. Quade Cooper et David Pocock ne parviennent pas à inverser le cours du match, les All Blacks l'emportent pour disputer une troisième finale après 1987 et 1995.
| Nouvelle-Zélande · Titulaires · Israel Dagg 15 · Cory Jane 14 · Conrad Smith 13 · 6e 74e Ma'a Nonu 12 · Richard Kahui 11 · Aaron Cruden 10 · 56e 70e Piri Weepu 9 · Kieran Read 8 · Richie McCaw 7 · Jerome Kaino 6 · Brad Thorn 5 · 56e Sam Whitelock 4 · Owen Franks 3 · 63e Keven Mealamu 2 · Tony Woodcock 1 · Remplaçants · Andrew Hore 16 · Ben Franks 17 · 56e Ali Williams 18 · Victor Vito 19 · 56e 70e Andrew Ellis 20 · Stephen Donald 21 · 74e 76e à 86e Sonny Bill Williams 22 · Entraîneur · Graham Henry |  | Australie · Titulaires · 15 Adam Ashley-Cooper · 14 James O'Connor · 13 Anthony Faingaa 62e · 12 Pat McCabe 34e 40e 48e · 11 Digby Ioane · 10 Quade Cooper · 9 Will Genia · 8 Radike Samo 60e · 7 David Pocock · 6 Rocky Elsom · 5 James Horwill · 4 Dan Vickerman 60e 27e 34e · 3 Ben Alexander · 2 Stephen Moore 66e · 1 Sekope Kepu 21e · Remplaçants · 16 Tatafu Polota-Nau 66e · 17 James Slipper 21e · 18 Rob Simmons 25e 27e 60e · 19 Ben McCalman 60e · 20 Luke Burgess · 21 Berrick Barnes 34e 40e 48e · 22 Rob Horne 62e · Entraîneur · Robbie Deans |

## Statistiques

### Meilleur marqueur d'essais
1. Adam Ashley-Cooper, 5 essais
2. Drew Mitchell, 3 essais
3. Berrick Barnes, David Pocock, 2 essais
4. Ben Alexander, Kurtley Beale, Rocky Elsom, Anthony Fainga'a, Rob Horne, James Horwill, Digby Ioane, Salesi Ma'afu, Pat McCabe, Ben McCalman, Stephen Moore, James O'Connor, Radike Samo, 1 essai.

### Meilleur réalisateur australien
1. James O'Connor, 44 points, 12 transformations, 5 pénalités, 1 essai
2. Adam Ashley-Cooper, 25 points, 5 essais
3. Drew Mitchell, 15 points, 3 essais